# Kleinia pendula
Kleinia pendula là một loài thực vật có hoa trong họ Cúc. Loài này được (Forssk.) DC. mô tả khoa học đầu tiên năm 1838.